# Jean-Claude Kaufmann
Jean-Claude Kaufmann   (Le Mans, 12 d'abril de 1948) és un sociòleg francès.
Especialista en la vida quotidiana, i pioner de la microsociologia, va substituir les seves primeres anàlisis en la problemàtica més àmplia de la identitat, que va contribuir així a renovar-la. També treballa, en el marc general de les seves investigacions al CNRS, sobre la socialització i la subjectivitat.

## Biografia
Nascut de pare bretó i mare piemontesa, els seus pares es van casar a Le Mans durant la Segona Guerra Mundial.
Jean-Claude Kaufmann va començar la seva carrera com a sociòleg l'any 1969 com a investigador contractual, quan encara era estudiant.
Va ingressar al Centre Nacional de la Recerca Científica (CNRS), al Centre d'Investigació sobre Vincles Socials (CERLIS), París Descartes - Universitat de la Sorbona) l'any 1977. Va defensar la seva tesi l'any 1978.
Responsable d'investigació i estudis, és director de recerca del CNRS des de l'any 2000.
És membre del CERLIS (Centre de Recerca sobre Relacions Socials), una unitat de recerca conjunta sota la supervisió del CNRS, de la Universitat Paris Descartes i la Universitat Sorbonne Nouvelle.
El 1976 va conèixer Marie-Françoise, la seva futura esposa, antiga professora de biologia. Es van casar l'any 1982 i tenen dos fills. Viuen a Saint-Brieuc.

## Anàlisi
Jean-Claude Kaufmann analitza la manera com neixen i s'estructuren les normes en la vida social contemporània. Mentre que les societats antigues estaven dominades per la reproducció de patrons de comportament heretats (el fill del camperol o, per contra, del noble actuava a la manera del seu pare), la societat contemporània (des de la dècada del 1960) sembla marcada per les opcions individuals de llibertat i diversitat de comportament.
La sociologia de Kaufmann consisteix a demostrar que aquesta llibertat només és aparent i que els espais pacífics on es manifesta aquesta diversitat de comportaments (com la platja europea on algunes dones fan topless i d'altres no) es regeixen tanmateix per normes implícites (així, els homes eviten mirar les dones nues a la platja, que mostra un fort autocontrol, fruit de la socialització i del que Norbert Elias anomenava la «civilització de les costums»). Segons les seves anàlisis, l'individu porta models heretats de la història personal (que també és una història social), però, malgrat la força dels hàbits interioritzats, avui s'enfronta a través de les seves interaccions amb altres amb altres models, múltiples, diversos i en alguns casos contradictoris entre si: «ja no és evident», es podria dir, i cadascú ha de negociar més o menys a fons amb els altres per, per exemple, definir en la parella quina serà la divisió de les tasques domèstiques. Això obliga l'individu contemporani a treballar l'autoreflexió que condueix a una definició, sovint inestable, de la seva identitat.
La identitat personal, lluny de ser heretada, és en aquesta perspectiva un «treball» iteratiu, un procés constant durant el qual l'individu és portat a determinar la seva autoimatge a través d'aquestes negociacions sovint llargues i arriscades amb els altres. Aquest procés, tanmateix, tendeix a estabilitzar-se en el temps i a transformar els efectes de la negociació en hàbits (la qual cosa no impedeix que es produeixi una ruptura posterior), la qual cosa fa que les normes, en comptes de comportaments preexistents i les guies a priori com en les societats de l'antiguitat, es pot veure actualment (una mica paradoxal) com el resultat més o menys controlat de la conducta.
En aquesta construcció de la identitat personal, l'imaginari ocupa un lloc central ja que les normes i els comportaments s'han de construir, en part, sense haver de fer referència a un model real; és així que estudiant la situació de les dones solteres o que viuen soles a França (un fenomen recent i en creixement), Jean-Claude Kaufmann destaca el paper de la figura imaginària del «Príncep Encantador», una figura somiada, idealitzada, encantada, que va, segons els escenaris personals, a metamorfosi en «petits prínceps», menys enlluernadors, menys brillants, a mig camí entre el somni i la realitat, entre l'imaginari i els seus intents de materialització. Entre el somni i la realitat, les relacions podrien ser diverses: desil·lusió, ansietat sobretot davant el pas del temps, possibles penediments, simples somnis compensatoris, etc..., però la realitat social, lluny de reduir-se a dades objectives (segons sobretot el vell principi que afirmava que «la necessitat fa llei»), també es construeix a partir d'aquest imaginari irrefrenable.

### Metodologia
La metodologia de Jean-Claude Kaufmann es basa essencialment en « l'entrevista exhaustiva». Es tracta d'entrevistes o d'entrevistes semiestructurades que després són analitzades i interpretades pel sociòleg.
| « | Els comentaris recollits en les entrevistes no s'han de considerar com la veritat en estat pur, ni com una distorsió sistemàtica d'aquesta última. Són complexos, sovint contradictoris, plens d'encobriments i mentides. Però també són extraordinàriament rics, precisament permeten que les seves contradiccions analitzin el procés d'identitat, donant pistes (les frases recurrents) per identificar els processos socials subjacents... | » |

Es pot parlar d'un enfocament etnogràfic en el sentit que les persones entrevistades són considerades com a informants que ens permeten entendre els marcs de pensament de la societat en qüestió (en aquest cas, la societat francesa contemporània). Si aquest plantejament s'inspira en l'interaccionisme d'Erving Goffman que, sent un dels primers, va estudiar les interaccions de la vida quotidiana, es diferencia per tenir en compte la història personal (individus amb aquest punt de vista de diferents recursos que poden mobilitzar segons sobre les circumstàncies a les quals s'enfronten) però també social (amb èmfasi en l'oposició entre les societats antigues on els rols són en gran part heretats, i les societats occidentals contemporànies, caracteritzades per l'individualisme i la creació de rols constantment renovats).
Aquesta metodologia, que pràcticament descuida qualsevol enfocament estadístic, dona a l'obra de Jean-Claude Kaufmann un aspecte essencialment descriptiu i interpretatiu; en canvi, la dimensió explicativa (entre, per exemple, variables «dependents» i «independents») és poc present. Així, les normes de comportament, per exemple en la parella en formació, sempre resulten de les interaccions en aquesta parella sense que es pugui preveure o explicar quines seran les normes que acabaran prevalent: la distribució desigual de les tasques de les mestresses de casa segons el gènere (les dones encara assumeixen la majoria d'aquestes tasques avui en dia) només s'anotaran però no es poden explicar, excepte per la persistència dels models tradicionals (però és precisament aquesta persistència la que caldria explicar).

## Obra

### Assaigs i llibres
- La Vie HLM, usages et conflits (en francès).  Éditions ouvrières, 1983.
- La Chaleur du foyer (en francès).  Méridiens-Klincksieck, 1988.
- La Vie ordinaire (en francès).  Greco, 1989.
- La Trame conjugale. Analyse du couple par son linge (en francès).  Nathan, 1992.
- Sociologie du couple (en francès).  PUF, 1993.
- Corps de femmes, regards d’hommes. Sociologie des seins nus (en francès).  Nathan, 1995.
- Le Cœur à l’ouvrage (en francès).  Nathan, 1997.
- La Femme seule et le Prince charmant (en francès).  Nathan, 1999. (Premi Bordin de l'Acadèmia de les Ciències Morals i Polítiques).
- Ego : Pour une sociologie de l'individu (en francès).  Universitat de Nathan, 2001.
- Premier matin (en francès).  Armand Colin, 2002.
- L’invention de soi. Une théorie de l’identité (en francès).  Armand Colin, 2004.
- L’Entretien compréhensif (en francès).  Armand Colin, 2004.
- Casseroles, amour et crises: ce que cuisiner veut dire (en francès).  Armand Colin, 2005.
- Familles à table. Sous le regard de Jean-Claude Kaufmann (en francès).  Armand Colin, 2007.
- Agacements. Les Petites Guerres du couple (en francès).  Armand Colin, 2007.
- Quand Je est un autre (en francès).  Armand Colin, 2008.
- L’Étrange Histoire de l'amour heureux (en francès).  Armand Colin, 2009.
- Sex@mour (en francès).  Armand Colin, 2010.
- Pères & Fils: Une histoire d'amour (en francès).  Éditions Textuel, 2010.
- Le Sac. Un petit monde d’amour (en francès).  Éditions Jean-Claude Lattès, 2011.
- La Guerre des fesses (en francès).  Éditions Jean-Claude Lattès, 2013.
- Identités: La bombe à retardement (en francès).  Textuel, 2014.
- Un lit pour deux (en francès).  Éditions Jean-Claude Lattès, 2015.
- Piégée dans son couple (en francès).  Les Liens Qui Libèrent, 2016.
- L'amour qu'elle n'attendait plus (en francès).  Hugo Doc, 2018.
- Les Liens Qui Libèrent (en francès), 2019.
- Pas envie ce soir. Le consentement dans le couple (en francès).  Les Liens Qui Libèrent, 2020.[9]
- C'est fatigant, la liberté... Une leçon de la crise (en francès), 2021.
- Ce qu’embrasser veut dire (en francès).  Payot, 2021.

### Conferències
- «L’identité, une nouvelle religion?» (en francès).[Enllaç no actiu]
- «A table! Famille et petits plats» (en francès).[Enllaç no actiu]
- «Le couple» (en francès). Arxivat de l'original el 2008-09-29. [Consulta: 3 maig 2023].